# 펜타하이드록시벤젠
펜타하이드록시벤젠(영어: pentahydroxybenzene)은 5개의 하이드록실기(–OH)를 치환기로 가지고 있는 벤젠 고리로 구성된 화학식이 C6H6O5인 화합물이다. 펜타하이드록시벤젠은 흰색 내지 분홍빛이 도는 결정을 형성한다. 펜타하이드록시벤젠은 264–269 °C에서 분해된다.

## 같이 보기
- 다이하이드록시벤젠
- 트라이하이드록시벤젠
- 테트라하이드록시벤젠